# Benzoato di potassio
Il benzoato di potassio (E212), è un conservante alimentare che inibisce la crescita di muffa e la fermentazione degli alimenti, e alcuni batteri. Agisce meglio nei prodotti a basso pH (inferiore a 4,5) nella forma di acido benzoico.
Cibi e bevande acidi come succhi di frutta, bibite gasate e sottaceti possono essere conservati con benzoato di potassio. È approvato per l'utilizzo nella maggioranza dei Paesi, inclusi Canada, U.S.A e l'Unione Europea (dove è contrassegnato dal codice E212).

## Sintesi
Il modo più comune di produrre benzoato di potassio è attraverso l'ossidazione di toluene. Tuttavia esiste un'altra forma di sintesi del benzoato di potassio: facendo reagire benzoato di metile con tioacetato di potassio.

## Meccanismo di conservazione
L'azione del conservante inizia con l'assorbimento dell'acido benzoico dentro la cellula. Se il pH intracellulare varia a 5 o meno, la fermentazione anaerobica del glucosio tramite 6-fosfofruttochinasi diminuisce del 95%.

## Sicurezza e salute
Combinato con l'acido ascorbico (vitamina C), il benzoato di potassio può formare benzene, un noto cancerogeno.
Il calore, la luce e la scadenza dell'alimento possono influenzare il tasso al quale il benzene si forma.
Il benzoato di potassio è moderatamente irritante per la pelle, occhi e mucose.